# Рудница (Калинковичский район)
Рудница (бел. Рудніца) — деревня в Горочичском сельсовете Калинковичского района Гомельской области Беларуси.

## География

### Расположение
В 15 км на северо-восток от Калинкович, 10 км от железнодорожной станции Голевицы (на линии Гомель — Лунинец), 122 км от Гомеля.

### Гидрография
На юге через деревню проходят мелиоративные каналы.

## Транспортная сеть
Транспортные связи по просёлочной, затем автомобильной дороге Гомель — Лунинец. Планировка состоит из прямолинейной улицы, ориентированной с юго-востока на северо-запад, к которой на юге и севере присоединяются 2 короткие улицы. На севере, за каналом, короткая, прямолинейная улица с широтной ориентацией. Застройка двусторонняя, деревянная усадебного типа.

## История
Основана в начале XX века переселенцами из соседних деревень. В 1931 году жители вступили в колхоз. Действовала начальная школа (в 1935 году 82 ученика). Во время Великой Отечественной войны в декабре 1943 года оккупанты полностью сожгли деревню и убили 2 жителей. Согласно переписи 1959 года в составе совхоза «Калинковичский» (центр — деревня Горочичи).

## Население

### Численность
- 2004 год — 19 хозяйств, 28 жителей.

### Динамика
- 1940 год — 45 дворов, 125 жителей.
- 1959 год — 157 жителей (согласно переписи).
- 2004 год — 19 хозяйств, 28 жителей.